# 光之美少女 Miracle Universe
《電影 光之美少女 Miracle Universe》於2019年3月16日在日本上映。本作是第十二次結集光之美少女系列成員的作品。
本作亦與《電影 光之美少女 Dream Stars!》及《電影 光之美少女 Super Stars!》同樣地不再以全體成員登場，而是改由部分系列成員登場。

## 概要
本作的故事舞台被設置在了奇跡手電筒工場，將會向大家描繪歷代光之美少女單獨劇場版及跨界劇場版中經常會使用到的奇跡手電筒是如何被製造出來的。
本作為光之美少女於平成時代所上映的最後一部劇場版。

## 故事簡介
故事發生在《HUG! 光之美少女》最終話至《星光閃亮☆光之美少女》第7話之間。
有一天，小光正在觀察星空時突然被一道蟲洞瞬間轉移到了奇跡手電筒工場所在的行星，在那裡她發現宇宙的光芒正在逐漸消失，星星也開始慢慢被黑暗所包圍。意識到這即將是黑暗籠罩世界的前兆的小光與她所在的星光閃亮☆光之美少女將會與HUG! 光之美少女以及光之美少女：食尚甜心的成員一起，即將展開一場奪回全宇宙光輝的戰鬥與大冒險！

## 登場人物

### 星光閃亮☆光之美少女
星奈光／星空天使（Hoshina Hikaru／Cure Star）
配音：成瀨瑛美（日本）
羽衣拉拉／銀河天使（Hagoromo LaLa／Cure Milky）
配音：小原好美（日本）
天宮愛蓮娜／太陽天使（Amamiya Erena／Cure Soleil）
配音：安野希世乃（日本）
香久矢圓香／月神天使（Kaguya Madoka／Cure Selene）
配音：小松未可子（日本）
芙娃（Fuwa）
配音：木野日菜（日本）
普倫斯（Prunce）
配音：吉野裕行（日本）

### HUG! 光之美少女
野乃花／喝采天使（Nono Hana／Cure Yell）
配音：引坂理繪（日本）
藥師寺紗綾／聖潔天使（Yakushiji Saaya／Cure Ange）
配音：本泉莉奈（日本）
輝木譽／星辰天使（Kagayaki Homare／Cure Etoile）
配音：小倉唯（日本）
愛崎惠美瑠／摯愛天使（Aisaki Emiru／Cure Macherie）
配音：田村奈央（日本）
露露·艾莫爾／愛神天使（Ruru Amour／Cure Amour）
配音：田村由香里（日本）
哈利哈姆·哈利（Harryham Harry）
配音：野田順子（倉鼠形態）、福島潤（人類形態）（日本）
抱碳（Hug-tan）
配音：多田好（日本）

### 光之美少女：食尚甜心
宇佐美一花／奶油天使（Usami Ichika／Cure Whip）
配音：美山加戀（日本）
有栖川陽理／卡士達天使（Arisugawa Himari／Cure Custard）
配音：福原遙（日本）
立神葵／冰淇淋天使（Tategami Aoi／Cure Gelato）
配音：村中知（日本）
琴爪緣／馬卡龍天使（Kotozume Yukari／Cure Macaron）
配音：藤田咲（日本）
劍城晶／巧克力天使（Kenjo Akira／Cure Chocolat）
配音：森奈奈子（日本）
綺羅鈴／綺羅星夏爾／聖代天使（Kirarin／Kirahoshi Ciel／Cure Parfait）
配音：水瀨祈（日本）
佩科琳（Pekorin）
配音：金井美香（日本）
長老（Elder）
配音：水島裕（日本）

### 魔法使光之美少女！
朝日奈未來／奇蹟天使（Asahina Mirai／Cure Miracle）
配音：高橋李依（日本）

### GO! 光之美少女公主
春野遙／花神天使（Haruno Haruka／Cure Flora）
配音：嶋村侑（日本）

### 光之美少女Max Heart
美墨渚／黑天使（Misumi Nagisa／Cure Black）
配音：本名陽子（日本）
雪城穗乃香／雪天使（Yukishiro Honoka／Cure White）
配音：尤加奈（日本）

### 奇跡星
總統（President）
配音：田中裕二（爆笑問題）（日本）
本作登場角色，為奇跡手電筒工場所在地——奇跡星的總統，外表長相為一隻身著白色西裝頭戴白色禮帽的棕色貓頭鷹。
皮通（Piton）
配音：小櫻悅子（日本）
本作登場角色，一位在奇跡手電筒工場裡製作奇跡手電筒的見習職人，外表長相為一隻身著航天服的黃色小雞。
宇宙警備隊隊員
配音：華☆麗、腦子夫（日本）

### 敵人
揚戈／宇宙大魔王（Yango）
配音：梶裕貴（日本）
本作頭號反派，外表長相為一隻身著藍白相間警服並佩戴紅色眼鏡的黑色烏鴉，真面目其實是一隻混合了烏鴉與蛇外貌的墨綠色巨型魔怪，表面上以奇跡星總統的親信兼“宇宙警備隊”的新手隊員——「揚戈」的身分行動，但事實上有著不可告人的陰謀。最終不但被全體光之美少女以合體必殺技「奇蹟宇宙 閃亮星光」給淨化而恢復原樣，更諷刺的是，身為宇宙警備隊的隊員卻知法犯法而被自己人遭到逮捕。

### 系列作登場的角色
星光閃亮☆光之美少女
空見遼太郎
配音：多田野曜平（日本）
天文台的管理人。

## 登場歌曲

### 主題曲
片頭曲

作詞：六ツ見純代，作曲、編曲：三好啟太，主唱：宮本佳那子
片尾曲

作詞：青木久美子，作曲、編曲：奧田統，主唱：北川理惠

## 製作人員
- 原作：東堂泉
- 監督：貝澤幸男
- 劇本：村山功
- 原作角色設計：高橋晃、井野真理惠、川村敏江
- 角色設計、總作畫監督：松浦仁美
- 音樂：林友樹、橘麻美
- 美術設定：升井秀光
- 美術監督：高木佑梨、渡邊佳人
- CG監督：高橋友彥
- 色彩設計：竹澤聰
- 攝影監督：高橋賢司
- 製作擔當：末竹憲
- 製作：電影光之美少女 Miracle Universe製作委員會（東映動畫、東映、ABC動畫、Bandai、旭通廣告、Marvelous、木下工務店）
- 發行：東映

## 外部連結
- （日語）光之美少女 Miracle Universe 官方網站（页面存档备份，存于）
- （日語）電影「光之美少女 Miracle Universe」官方網站